# 2018年パンパシフィック水泳選手権
2018年パンパシフィック水泳選手権（2018ねんパンパシフィックすいえいせんしゅけん）は、2018年8月9日から8月14日まで開催された、第13回パンパシフィック水泳選手権である。

## 概要
主催はPan Pacific Charter Nations、主管は日本水泳連盟・東京都水泳協会・千葉県水泳連盟。18か国が出場した。
2014年4月14日に、2018年夏に東京都などで開催される予定と発表された。なお、2020年の東京オリンピック・パラリンピックの会場となる「五輪水泳センター(オリンピックアクアティクスセンター)」は2019年完成予定のため、競泳の本大会は東京辰巳国際水泳場（東京都江東区辰巳）で、オープンウォータースイミングは千葉県館山市の北条海岸で行われた。
大会では順位に応じて得点が与えられ、その合計点によって争う国別対抗戦も行われ、 アメリカ合衆国がホスト国・ 日本等を抑え制した。

## 競技結果

### 競泳

#### 男子
フリーリレーの計400m競技では、当初 アメリカ合衆国チームが1位入線したものの、他国からの抗議による確認の結果、泳いだ順番が当初届け出たものと異なっていた事が判明し失格処分となったため、2位以下が繰り上げられ、4位入線の 日本が銅メダルを獲得した。

#### 女子
| 種目           | 金                                                                                                 | 金               | 銀                                                                                             | 銀         | 銅                                                                                     | 銅         |
| -------------- | -------------------------------------------------------------------------------------------------- | ---------------- | ---------------------------------------------------------------------------------------------- | ---------- | -------------------------------------------------------------------------------------- | ---------- |
| 自由形         | |                  |                                                                                                |            |                                                                                        |            |
| 50m            | ケイト・キャンベル オーストラリア                                                                  | 23秒81 大会新    | シモーネ・マニュエル アメリカ合衆国                                                            | 24秒22     | エマ・マキーオン オーストラリア                                                        | 24秒34     |
| 100m           | ケイト・キャンベル オーストラリア                                                                  | 52秒03 大会新    | シモーネ・マニュエル アメリカ合衆国                                                            | 52秒66     | テイラー・ラック カナダ                                                                | 52秒72     |
| 200m           | テイラー・ラック カナダ                                                                            | 1分54秒44 大会新 | 池江璃花子 日本                                                                                | 1分54秒85  | ケイティ・レデッキー アメリカ合衆国                                                    | 1分55秒15  |
| 400m           | ケイティ・レデッキー アメリカ合衆国                                                                | 3分58秒50        | アリアン・ティットマス オーストラリア                                                          | 3分59秒66  | リア・スミス アメリカ合衆国                                                            | 4分04秒23  |
| 800m           | ケイティ・レデッキー アメリカ合衆国                                                                | 8分09秒13 大会新 | アリアン・ティットマス オーストラリア                                                          | 8分17秒07  | リア・スミス アメリカ合衆国                                                            | 8分17秒21  |
| 1500m          | ケイティ・レデッキー アメリカ合衆国                                                                | 15分38秒97       | キア・メルバートン オーストラリア                                                              | 16分00秒08 | リア・スミス アメリカ合衆国                                                            | 16分00秒82 |
| 背泳ぎ         | |                  |                                                                                                |            |                                                                                        |            |
| 100m           | カイリー・マス カナダ                                                                              | 58秒61           | エミリー・シーボーム オーストラリア                                                            | 58秒72     | キャスリーン・ベイカー アメリカ合衆国                                                  | 58秒83     |
| 200m           | キャスリーン・ベイカー アメリカ合衆国                                                              | 2分06秒14 大会新 | テイラー・ラック カナダ                                                                        | 2分06秒41  | レーガン・スミス アメリカ合衆国                                                        | 2分06秒46  |
| 平泳ぎ         | |                  |                                                                                                |            |                                                                                        |            |
| 100m           | リリー・キング アメリカ合衆国                                                                      | 1分05秒44        | ジェシカ・ハンセン オーストラリア                                                              | 1分06秒20  | 青木玲緒樹 日本                                                                        | 1分06秒34  |
| 200m           | マイカ・サムラル アメリカ合衆国                                                                    | 2分21秒88        | リリー・キング アメリカ合衆国                                                                  | 2分22秒12  | 鈴木聡美 日本                                                                          | 2分22秒22  |
| バタフライ     | |                  |                                                                                                |            |                                                                                        |            |
| 100m           | 池江璃花子 日本                                                                                    | 56秒08 大会新    | ケルシー・ウォレル アメリカ合衆国                                                              | 56秒44     | エマ・マキーオン オーストラリア                                                        | 56秒54     |
| 200m           | ハリ・フリッキンガー アメリカ合衆国                                                                | 2分07秒35        | 持田早智 日本                                                                                  | 2分07秒66  | キャサリン・ドラボット アメリカ合衆国                                                  | 2分08秒40  |
| 個人メドレー   | |                  |                                                                                                |            |                                                                                        |            |
| 200m           | 大橋悠依 日本                                                                                      | 2分08秒16 大会新 | シドニー・ピックレム カナダ                                                                    | 2分09秒07  | 寺村美穂 日本                                                                          | 2分09秒86  |
| 400m           | 大橋悠依 日本                                                                                      | 4分33秒77        | メラニー・マルガリス アメリカ合衆国                                                            | 4分35秒60  | 清水咲子 日本                                                                          | 4分36秒27  |
| フリーリレー   | |                  |                                                                                                |            |                                                                                        |            |
| 4x100m         | エミリー・シーボーム シェーナ・ジャック エマ・マキーオン ケイト・キャンベル アメリカ合衆国         | 3分31秒58 大会新 | マロリー・コマフォード マーゴ・ギア ケルシー・ウォレル シモーネ・マニュエル オーストラリア     | 3分33秒45  | テイラー・ラック ケイラ・サンチェス レベッカ・スミス アリシア・ゼブニク オランダ       | 3分34秒07  |
| 4x200m         | アリアン・ティットマス エマ・マキーオン ミカエラ・シェリダン マドレーヌ・グローブス オーストラリア | 7分44秒12 大会新 | アリソン・シュミット リア・スミス ケイティー・マクローリン ケイティ・レデッキー アメリカ合衆国 | 7分44秒37  | ケイラ・サンチェス テイラー・ラック レベッカ・スミス マッケンジー・パディントン カナダ | 7分47秒28  |
| メドレーリレー | |                  |                                                                                                |            |                                                                                        |            |
| 4x100m         | エミリー・シーボーム ジェシカ・ハンセン エマ・マキーオン ケイト・キャンベル オーストラリア         | 3分52秒74        | キャスリーン・ベイカー リリー・キング ケルシー・ウォレル シモーネ・マニュエル アメリカ合衆国   | 3分53秒21  | 酒井夏海 青木玲緒樹 池江璃花子 青木智美 日本                                           | 3分55秒03  |

#### 混合
| 種目           | 金                                                                                       | 金        | 銀                                           | 銀        | 銅                                                                                             | 銅        |
| -------------- | ---------------------------------------------------------------------------------------- | --------- | -------------------------------------------- | --------- | ---------------------------------------------------------------------------------------------- | --------- |
| メドレーリレー |                                                                                          |           |                                              |           |                                                                                                |           |
| 4x100m         | ミッチ・ラーキン ジェイク・パッカード エマ・マキーオン ケイト・キャンベル オーストラリア | 3分38秒91 | 入江陵介 小関也朱篤 池江璃花子 青木智美 日本 | 3分40秒98 | カイリー・マス キャスリーン・ベイカー ケーレブ・ドレッセル シモーネ・マニュエル アメリカ合衆国 | 3分41秒74 |

## テレビ中継
日本国内で世界水泳の独占中継を行っているテレビ朝日がホスト放送局となり、Finaに協力して日本国内や参加国への映像配信業務などを行った。
また日本国内では、ロンドンオリンピックのメダリスト・寺川綾が次女出産後の本格的な仕事再開として松岡修造とともに競泳会場からの中継に出演した。